# Terralonus unicus
Terralonus unicus là một loài nhện trong họ Salticidae.
Loài này thuộc chi Terralonus. Terralonus unicus được Ralph Vary Chamberlin & Willis J. Gertsch miêu tả năm 1930.